# Melissa Reneé Martin
Melissa Reneé Martin (Oklahoma City, 8 luglio 1979) è un'attrice statunitense.

## Biografia
Accreditata anche come Melissa R. Martin e Melissa Martin, ha iniziato a recitare nel 1990, prendendo parte al film Piccola peste, per poi recitare in serie televisive e film come Evening Shade, Blow, The Skeleton Key e Veronica Mars.

## Filmografia

### Cinema
- Piccola peste (Problem Child), regia di Dennis Dugan (1990)
- Blow, regia di Ted Demme (2001)
- Final Stab, regia di David DeCoteau (2001)
- Potere assoluto (The Source), regia di Steve Taylor (2002)
- Killers 2: The Beast, regia di David Michael Latt (2003)
- The Pool 2, regia di Tiziano Pellegris (2005)
- The Skeleton Key, regia di Iain Softley (2005)

### Televisione
- Evening Shade – serie TV, 24 episodi (1990-1991)
- Walker Texas Ranger (Walker, Texas Ranger) – serie TV, episodio 5x18 (1997)
- Beverly Hills 90210 – serie TV, episodio 10x02 (1999)
- Undressed – serie TV, 1 episodio (2000)
- F.B.I. Protezione famiglia (Cover Me: Based on the True Life of an FBI Family) – serie TV, episodio 1x01 (2000)
- The Chronicle – serie TV, episodio 1x10 (2001)
- That '70s Show – serie TV, episodio 7x04 (2004)
- Veronica Mars – serie TV, 4 episodi (2004-2005)
- Passions – serial TV, 1 episodio (2005)
- Las Vegas – serie TV, episodio 3x10 (2005)
- Terriers - Cani sciolti (Terriers) – serie TV, episodio 1x05 (2010)